# 588
588 је била преступна година.

## Догађаји
- Византијско-персијски рат (572—591): Побуна византијских трупа против Приска (магистер милитум пер Ориентем). Краљ Хормизд IV започиње персијску офанзиву, али је поражен код Мартиропоља (савремена Турска).
- Гуарама I, грузијског принца у изгнанству, цар Маврикије шаље у град Мцхету (Грузија). Он обнавља монархију и добија византијско дворско звање куролата.
- Франци и Бургунди под краљем Гунтрамом и његовим нећаком Чилдебертом II нападају северну Италију, али трпе катастрофалан пораз против Лангобарда.
- Ломбардско краљевство (Италија) је примило хришћанство под влашћу краља Аутарија.
- Еутерик наслеђује свог оца Елу на месту краља Деире у Северној Енглеској.
- Први персијско-турски рат: Персијска војска (12.000 људи) под Бахрамом Кобином, подржана од катафраката (тешка коњица), упада у заседу Турцима који су инвазију, и извојевају велику победу у бици код Хирканске стене.
- Турци су вратили Босфор Византији, вероватно дипломатским путем.
- Битка код Мартиропоља. Персијанци су поражени од византијских трупа.
- Цар Венди из династије Суи припрема кампању против династије Чен. Он скупља 518.000 војника дуж северне обале реке Јангце, која се протеже од Сечуана до Тихог океана.

- Словени су освојили Тракију. Према сколастичару Евагрију: „Авари су два пута стигли до такозваног Дугог зида, заузели Сингидон (Београд) и Анхијала, заузели и поробили сву Хеладу и друге градове и тврђаве, починивши све на убиство и ватру, пошто су се трупе повукле на исток”.
- Лангобарди заузимају тврђаве Кијавену и Изола Комачина.